# 맥문동속
맥문동속(Liriope)은 비짜루목 비짜루과의 늘푸른 여러해살이풀이다. 잎은 길고, 꽃은 자주색으로 핀다.

## 하위 종
- 맥문동 (Liriope muscari)
- Liriope gigantea
- 좀맥문동 (Liriope minor)
- Liriope exiliflora
- 개맥문동 (Liriope spicata)